# 개구리 중사 케로로 (사운드트랙)
개구리 중사 케로로의 한국어 주제가 싱글들의 일람.
매 시즌이 방영될 때마다 주제가가 수록된 디지털 싱글이 발매된다.
최초로 투니버스 앨범에서 만화 캐릭터가 앨범표지로 나온 앨범이다.

## 앨범

### 1집
- 1기 주제가가 수록되었다. 발매일은 2005.11.30

1. 케로로 행진곡 (Opening) (Original)
2. 케로로 행진곡 (Opening) (Acoustic)
  - 노래/양정화, 작곡/이용민, 작사/석종서, 코러스/이용민·석종서, 녹음실/제나두[2]
3. 흔들어 (Ending) (Beat)
4. 흔들어 (Ending) (House)
5. 흔들어 (Ending) (Rhythm)
  - 노래/원투, 작곡/이용민, 작사/이용민, 녹음·믹싱/최영희, 녹음실/제나두

### 2집
- 유일하게 1기와 2기 주제가가 동시에 수록되었다. 발매일은 2006.09.06

1. 케로로 행진곡 (1기 오프닝) (Original)
2. 위풍당당 케로로 (2기 오프닝) (Original)
  - 노래/양정화, 작곡/이용민, 작사/석종서, 녹음/최영희, 기타/이근형, 마스터링/최효영, 녹음실/제나두
3. 흔들어 (1기 엔딩) (Beat ver.)
4. 사랑을 주세요 (2기 엔딩) (Original)
  - 노래/타이푼, 작곡/이용민, 작사/이용민, 녹음/최영희, 기타/이근형, 마스터링/최효영, 녹음실/제나두
5. 케로로 행진곡 (1기 오프닝) (Acoustic)
6. 위풍당당 케로로 (2기 오프닝) (Highway)
7. 흔들어 (1기 엔딩) (House ver.)
8. 사랑을 주세요 (2기 엔딩) (Remix)
9. 흔들어 (1기 엔딩) (Rhythm ver.)
10. 위풍당당 케로로 (2기 오프닝) (TV Edit)
11. 사랑을 주세요 (2기 엔딩) (TV Edit)

### 3집
- 유일하게 양정화 성우가 참여하지 않은 앨범. 3기 주제가가 수록되었다. 발매일은 2007.08.24.

1. 거침없이 라랄라 (Opening) (Original)
  - 노래/Turtles, 작사/석종서, 작곡/이용민
2. 설레임 (Ending)
  - 노래/타이푼, 작사/석종서, 작곡/김세진·서정진, 편곡/서정진, 기타/고태영, 베이스/이태윤, 코러스/양주연, 녹음/문수정, 믹싱/최형, 녹음실/DUCK studio
3. 거침없이 라랄라 (Opening) (Acoustic)
4. 거침없이 라랄라 (Opening) (MR)
5. 설레임 (Ending) (TV ver.)

### 4집
- 성우들이 참여한 싱글. 엔딩 '말하자면 막나가기'에는 12명의 성우가 참가하기도 하였다. 발매일은 2008.10.01

1. 아싸아싸 (ver.1) (With 시영준)
2. 아싸아싸 (ver.2) (With 류점희)
  - 노래/양정화, 작곡/이용민, 작사/석종서, 녹음실/제나두
3. 말하자면 막나가기 (With Sgt. Keroro's Funny Hearts Club Band[3])
  - 노래/이용신, 작사,작곡/404 errors, 편곡·코러스/정호현, 녹음/이경호, 믹싱/정기홍, 녹음실/SEOUL studio
4. 말하자면 막나가기 (Ment Out ver.) (With Sgt. Keroro's Funny Hearts Club Band)
5. 아싸아싸 (MR)
6. 말하자면 막나가기 (MR) (Chorus ver.)
7. 말하자면 막나가기 (MR)

### 5집
- 투니버스 디지털 싱글중 본방 이후 발매까지 가장 텀이 짧은 싱글. 발매일은 2009.04.13

1. 치고받고 케로로 (Opening) (With 시영준)
  - 노래/양정화, 작곡/이용민, 작사/석종서, 녹음·믹싱/문수정, 기타/이근형, 녹음실/제나두
2. 슬픈 안드로이드 (Ending)
  - 노래/웨일, 작곡/이창희·김준범, 작사/신동식, 편곡/최명희, 기타/윤경로, 녹음/박승천, 믹싱/하정수
3. 치고받고 케로로 (TV ver.) (With 시영준)
4. 슬픈 안드로이드 (TV ver.)
5. 치고받고 케로로 (MR)
6. 슬픈 안드로이드 (MR)

### 6집
- 영화 과속 스캔들에서도 사용된 모자이크의 <자유시대>를 리메이크하였다. 발매일은 2010.04.09

1. 오프닝 - 케로로 시대
  - 원곡/모자이크 "자유시대", 노래/양정화, 작사·작곡/김준범, 개사/신동식, 편곡/Double J Show, 믹싱/하정수
2. 엔딩 - 효도손이나 효도르나
  - 노래/이용신, 작곡/이창희, 작사/신동식, 편곡,코러스/최명희, 믹싱/하정수
3. 오프닝 - 케로로 시대 (MR)
4. 엔딩 - 효도손이나 효도르나 (MR)

### 7집
- 상대적으로 종영과 발매까지 텀이 길었다. 발매일은 2011.10.05

1. 케로로 행진곡 (Final Ver.)
  - 노래/케로로 소대(양정화,류점희,시영준,김장,강수진), 작사/석종서, 작곡/이용민, 녹음/김석민, 녹음실/제나두
2. 아~ 진짜!
  - 노래/유정석, 작사/신동식, 작곡/박정식, 편곡/Marco, 기타/토미 김, 코러스/정재호, 녹음/이지홍, 믹싱 엔지니어/김원경, 녹음실/doobdoob 스튜디오